# Tramvajová doprava ve Štětíně
Tramvajová doprava ve Štětíně je tvořena tratěmi o celkové délce 64 km, rozchod kolejí je normální (1435 mm). V lednu 2018 zde bylo v provozu 12 denních linek (noční byly zrušeny v roce 1997) a jedna linka turistická (č. 0, v provozu pouze v neděli v letní sezóně), na níž jsou vypravována historická vozidla; celková délka linek činila 112,7 km. Tramvaje jsou deponovány ve dvou vozovnách. Provozovatelem je společnost Tramwaje Szczecińskie.
V roce 2024 tvořily vozový park 204 tramvaje. Z velké části se jedná o vozy československé výroby, kloubové Tatra KT4D a standardní Tatra T6A2D, které byly v letech 2006 až 2013 zakoupeny jako ojeté z Berlína (celkem 152 vozidel).
První tramvajová trať byla ve Štětíně zprovozněna 23. srpna 1879, tehdy se ale jednalo o koňskou tramvaj. Tramvajová síť se postupně rozvíjela a mezi lety 1896 a 1900 byla celá elektrifikována. V roce 1973 byly zrušeny některé tratě v centru města (náměstí Dohody, alej Polské armády, ulice Jagellonská, ulice Ochránců Stalingradu). Později přibývaly tratě na samostatných tělesech (alej Varšavských hrdinů, ulice Boleslava Křivoústého). Roku 2015 byl zprovozněn první úsek tramvajové rychlodráhy.

## Historie

### Koněspřežná tramvaj

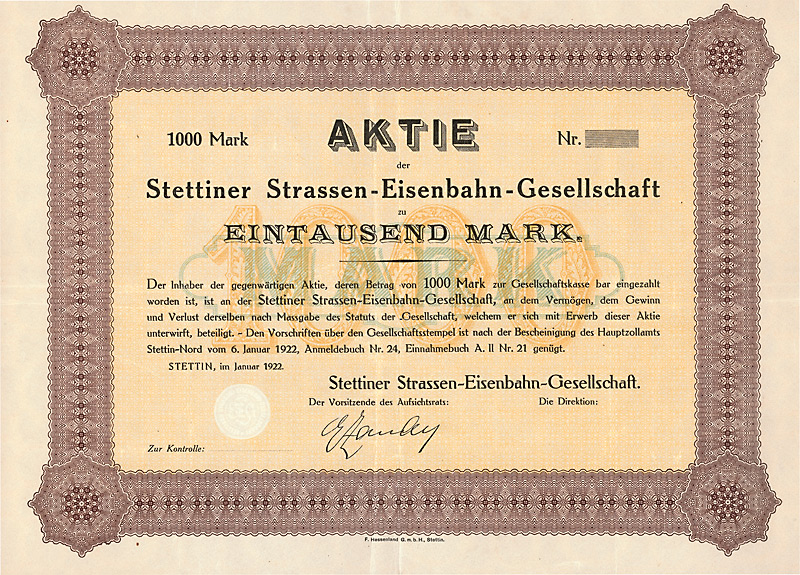
Akcie společnosti Stettiner Straßen-Eisenbahn Gesellschaft

Dne 21. října 1872 obdržel Johannes Büssing koncesi ke stavbě a provozování kolejové pouliční dráhy tažené koňmi — koněspřežné tramvaje. V roce 1879 založil tramvajovou společnost Stettiner Straßen-Eisenbahn Gesellschaftrachtenverkehr (česky Štětínská společnost pouličních železničních drah).
Dne 23. srpna 1879 byla ve Štětíně zprovozněna první linka koněspřežné tramvaje. Trať vedla z dnešního Gałczyńského náměstí k ulici Staszica. Po zahájení provozu bylo k dispozici 16 vozů. Dne 16. října téhož roku byla uvedena do provozu trať z ulice Wiszesława do ulice Potulické. Tramvaje byly deponovány ve vozovně v ulici Skargi, kde se nacházely i stáje. Další nové úseky vznikly v roce 1886: tramvaje začaly jezdit z hlavního nádraží do ulice Chmielewskiého a z ulice Wyszyńskiého do ulice Bulwar Piastowski. Byly vybudovány další tři vozovny, a to v ulicích Dębogórské, Dubois a Kolumba.
V roce 1870 jezdily tramvaje na třech linkách (dnešní názvy):
- Bolinko – Staromłyńska – Dworzec Główny – Pogodno
- Potulicka – Brama Portowa – Grabowo – Wiszesława
- Wojska Polskiego – Wyszyńskiego – Bulwar Piastowski

### Elektrické tramvaje do roku 1945

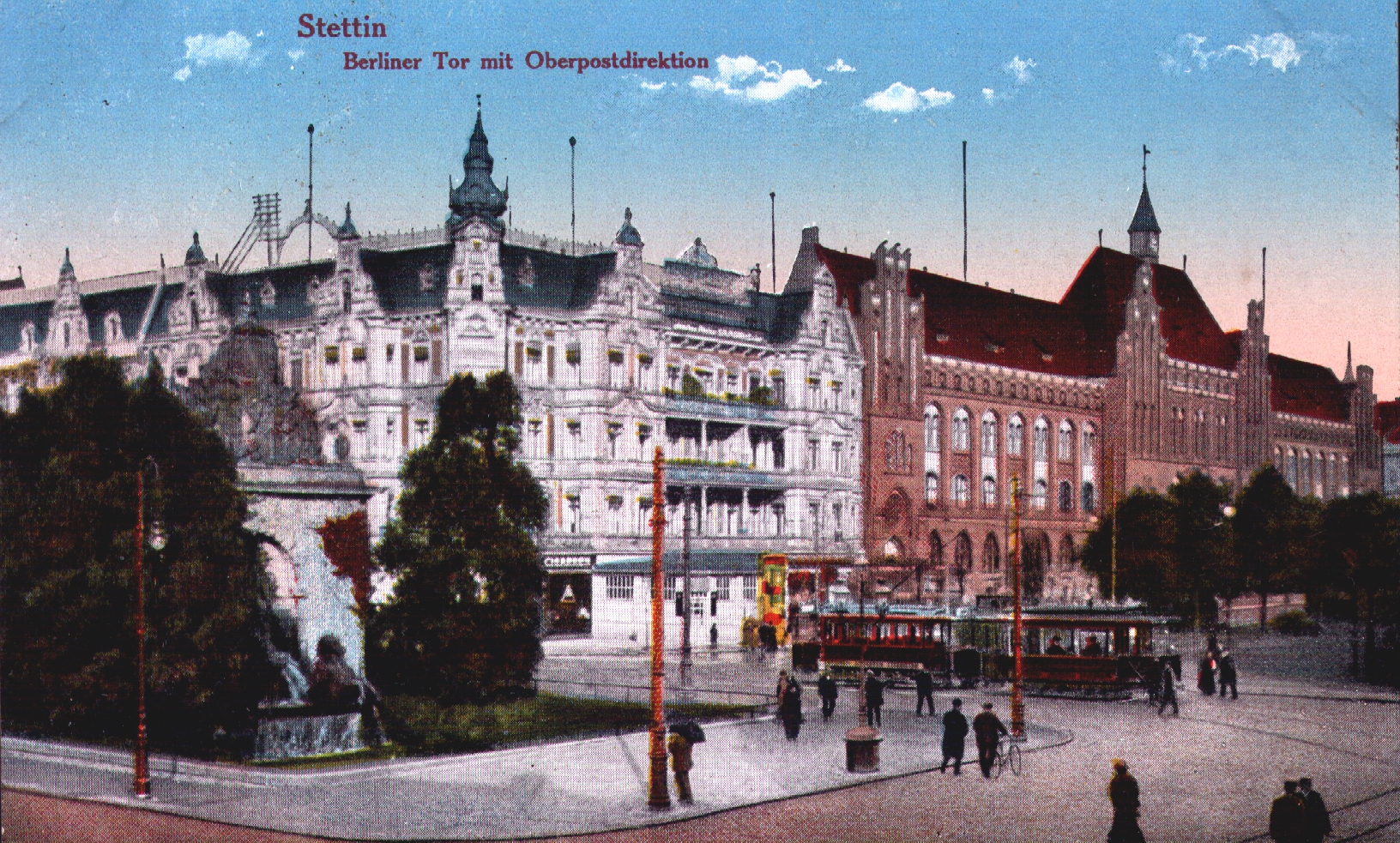
Elektrická tramvaj na dnešním náměstí Přístavní brány

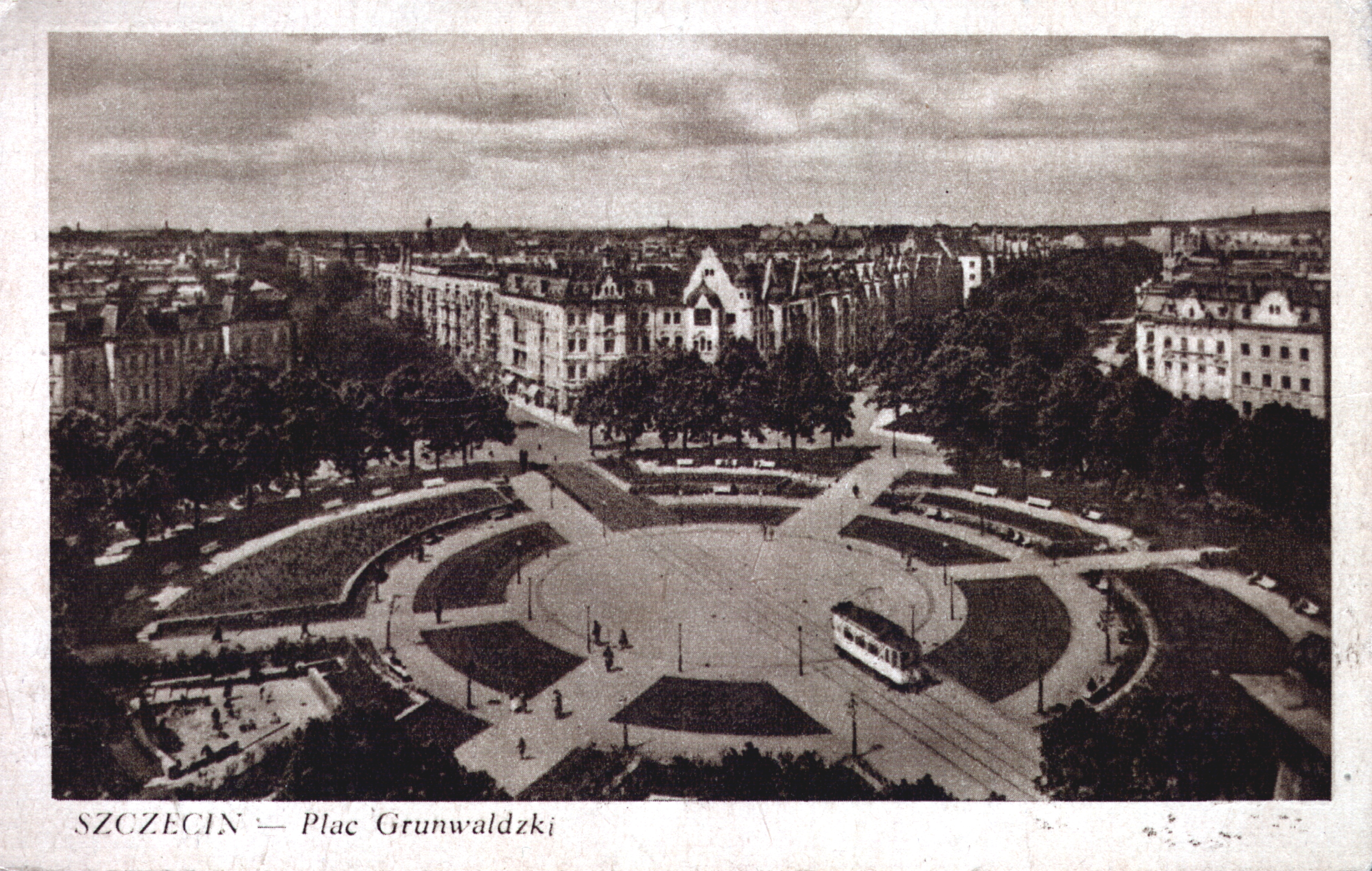
Tramvaj Falkenried na dnešním Grunwaldském náměstí

Tramvajová síť byla mezi lety 1896 a 1900 elektrifikována. Elektrický proud byl odebírán z městských elektráren Pomorzany, Staré Město a z elektrárny na ulici Gdaňské.
Vedení linek v roce 1905 (v závorkách současné názvy):
- 1 Westend (Łękno) – Lastadie (Łasztownia) (barva žlutá)
- 2 Berliner Tor (Brama Portowa) – Zentralfriedhof (Cmentarz Centralny) (barva šedá)
- 3 Nemitz (Niemierzyn) – Hauptbahnhof (Dworzec Główny) (barva oranžová)
- 4 Pommerensdorf (Pomorzany) – Arndtplatz (pl. Szarych Szeregów) (barva zelená)
- 5 Alleestr. (Wawrzyniaka) – Turnerstr. (Jagiellońska) – Unterwiek (Jana z Kolna) (barva modrá)
- 6 Hauptbahnhof – Zabelsdorf (Niebuszewo) (barva bílá)
- 7 Frauendorf (Golęcino) – Bellevue (Potulicka) (barva červená)

Vozovna v ulici Dębogórské ukončila provoz v roce 1898; pro elektrickou tramvaj byly nově vystavěny vozovny Niemierzyn v ulici Niemierzyńské a Golęcin v ulici Wiszesława. V roce 1903 byly zprovozněny nové tratě přes Dlouhý most až k ulici Energetiků a přes most Kłodny k ulici Wendy na říčním ostrově Łasztownia. V roce 1927 byl zahájen provoz tramvají na letiště Dąbie. Trať vedla přes 4 mosty: Dlouhý, Přístavní, na řece Regaliczka (v současné době neexistuje) a Celní. Byla to první tramvajová trať v pravobřežní části města. Kolejová síť byla postupně rozšiřována do nových čtvrtí. V roce 1934 byla otevřena vozovna Pogodno.
Vedení linek v roce 1929 (v závorkách současné názvy):
- 1 Rennbahn (Tor kolarski) – Flughafen (Lotnisko)
- 2 Berliner Tor (Brama Portowa) – Wendorf (Słowieńsko)
- 3 Pommerensdorf (Pomorzany) – Eckerberger Wald (Las Arkoński)
- 4 Hauptbahnhof (Dworzec Główny) – Krankenhaus (Szpital)
- 5 Braunsfelde (Pogodno) – Dunzig (Duńczyca)
- 6 Hauptbahnhof (Dworzec Główny) – Bahnhof Zabelsdorf (Dworzec Niebuszewo)
- 7 Bellevue (Potulicka) – Frauendorf (Golęcino)
- 8 Schinkelplatz (plac Kościuszki) – Grabowerstrasse

V roce 1943 dosáhla tramvajová síť délky 50,3 km, a za tento rok bylo elektrickými tramvajemi přepraveno 58,8 milionů cestujících.

### Období 1945–1956

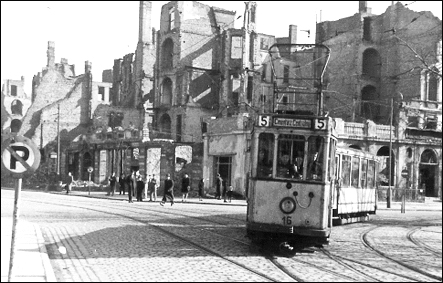
Tramvaj na lince 5 v centru města v roce 1948

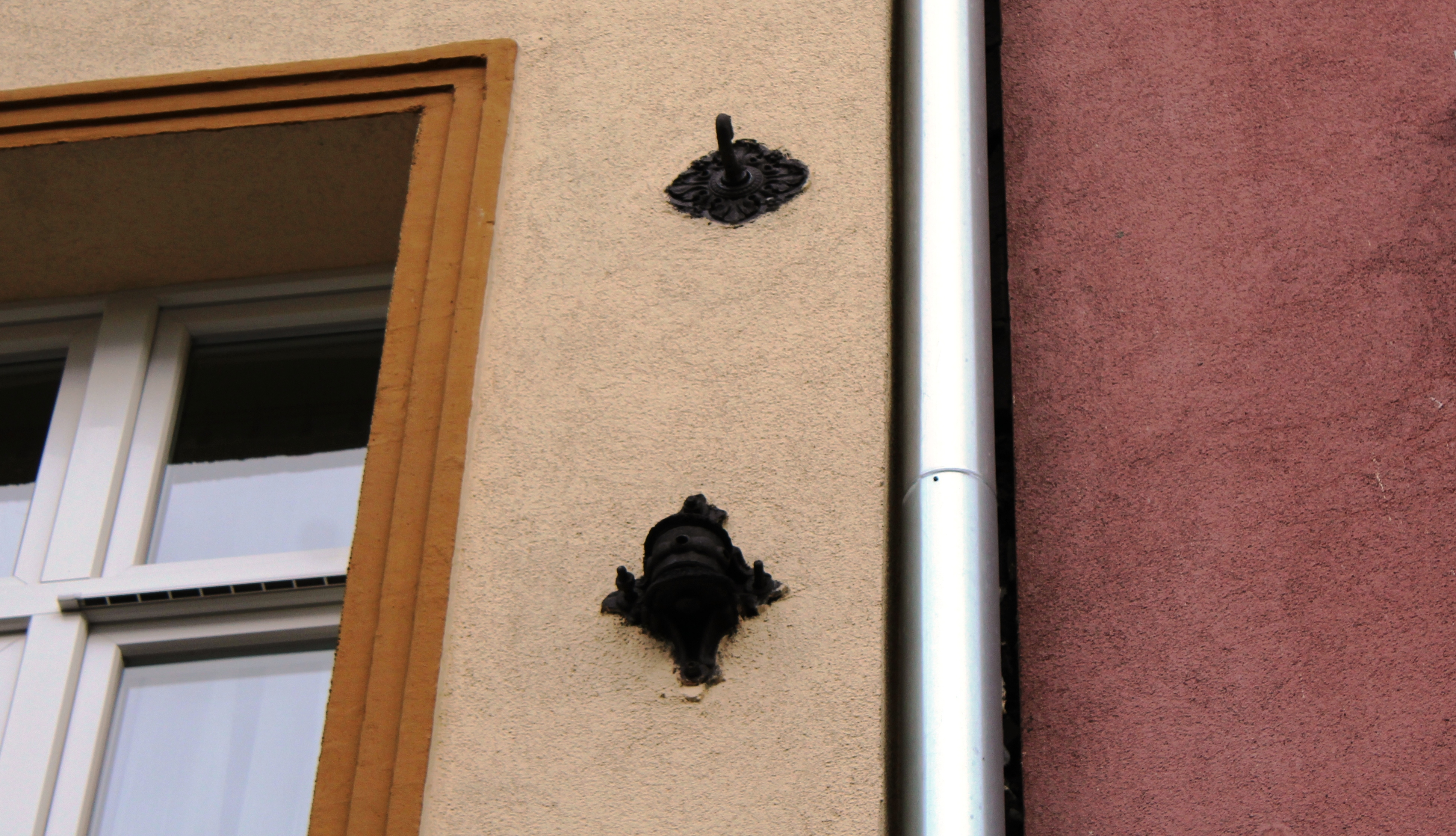
Úchyt trolejového vedení: připomínka existence tramvajové trati v ulici Plater

Druhá světová válka zničila část dopravní infrastruktury, včetně té tramvajové (zničeno bylo okolo 45 % tratí, 75 % trolejového vedení a 50 % vozového parku). Pravidelný provoz byl zahájen 12. srpna 1945 na trati spojující náměstí Přístavní brány a vozovnu Niemierzyn. Zrušeny byly tramvajové tratě v ulicích Rayskiého, Staszica, Plater, Wendy a na Celním mostě. Vznikla nová firma Tramwaje i Autobusy Miasta Szczecina (česky Tramvaje a autobusy města Štětína), která začala od roku 1950 používat název Miejskie Przedsiębiorstwo Komunikacyjne (česky Městský dopravní podnik ve Štětíně).
Vedení linek v roce 1946:
- 1 Wojska Polskiego – Brama Portowa
- 3 Las Arkoński – Dworzec Główny
- 4 Matejki – pl. Kościuszki
- 6 Gocław – Lubeckiego
- 7 Hutnicza – Mickiewicza

Vedení linek v roce 1948:
- 1 Zajezdnia Pogodno – Wojska Polskiego – Brama Portowa
- 2 Kołłątaja – Dworzec Niebuszewo
- 3 Pomorzany – Las Arkoński
- 4 Powstańców Wlkp. –Dworzec Główny
- 5 Lubeckiego – Ku Słońcu
- 6 Gocław – Lubeckiego
- 7 Żołnierska – Jana z Kolna

### Období 1956–1989
Vedení linek v roce 1964:

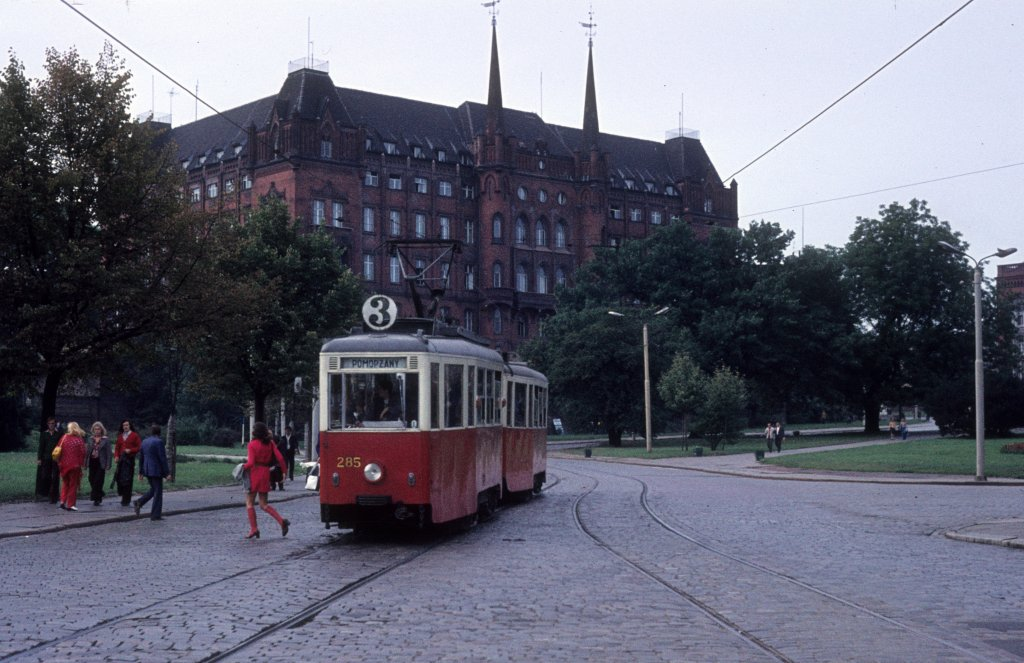
Souprava tramvají Konstal 4N a 4ND na Tobruckém náměstí v roce 1975

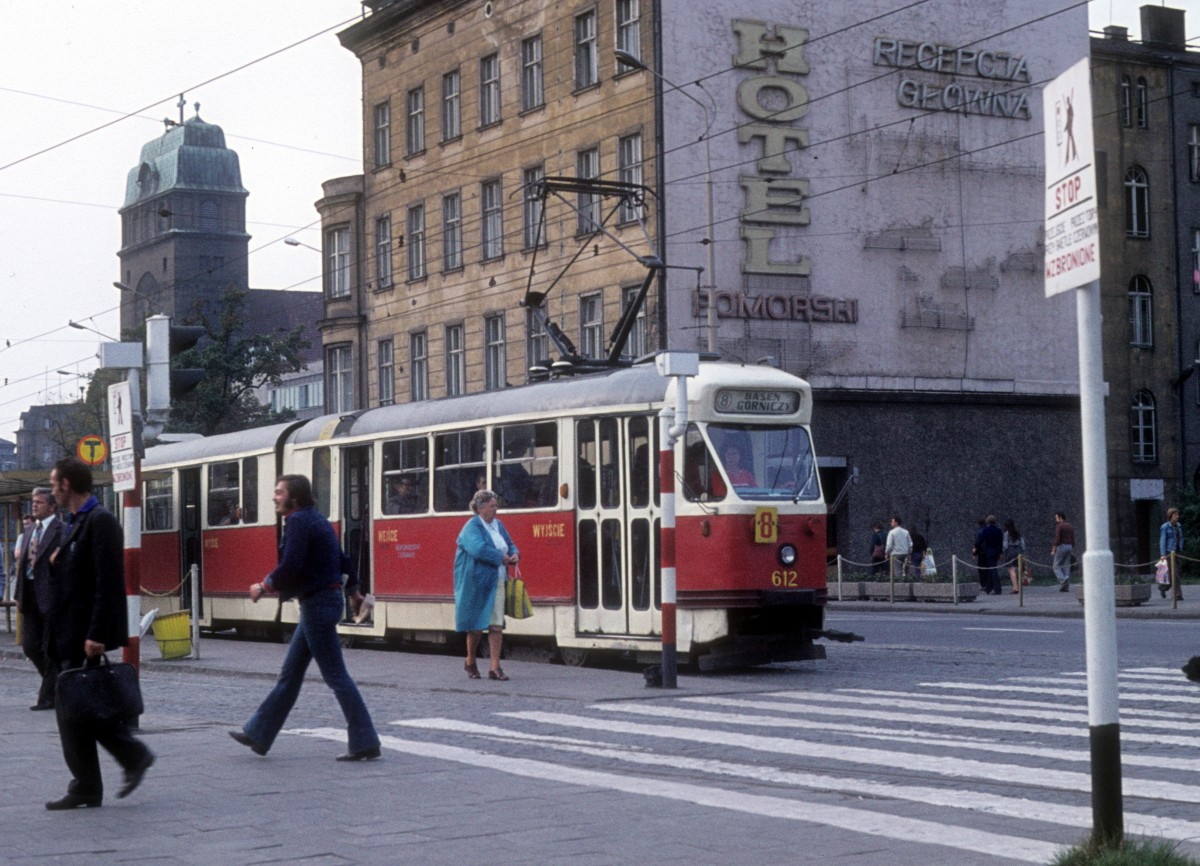
Tramvaj Konstal 102Na na lince 8 u náměstí Přístavní brány v roce 1975

- 1 Głębokie – Wojska Polskiego – Brama Portowa – Potulicka
- 2 Dworzec Niebuszewo – Wyzwolenia – Brama Portowa – Wyszyńskiego – Gdańska – Basen Kaszubski
- 3 Pomorzany – Las Arkoński
- 4 Pomorzany – pl. Kościuszki – Piłsudskiego – Brama Portowa – Dworzec Główny
- 5 Krzekowo – Mickiewicza – Jagiellońska – Obrońców Stalingradu – Matejki – Stocznia Szczecińska – Stocznia Remontowa
- 6 Gocław – Dworcowa
- 7 Krzekowo – Mickiewicza – Jagiellońska – Obrońców Stalingradu – Wyszaka – Stocznia Szczecińska
- 8 Gumieńce – Brama Portowa – Gdańska – Basen Kaszubski
- 9 Zajezdnia Pogodno – Wojska Polskiego – Potulicka

V roce 1967 se ve Štětíně odehrála nejhorší tramvajová nehoda v dějinách Polska – souprava tramvaje Konstal 4N a dvou vlečných vozů na lince 6 při jízdě v ulici Wyszaka vykolejila a převrátila se. Bilance této nehody byla tragická: 15 lidí zahynulo, těžce zraněných bylo 42, lehce 100. Stejně jako v jiných městech, kterými byl například Gdaňsk nebo Vratislav, i ve Štětíně se ozývaly hlasy požadující zrušení tramvajové dopravy v centru města. Roku 1973 byly zrušeny tratě v ulicích Jagellonské (alej Polské armády – alej Piastovců) a Ochránců Stalingradu (současná ulice Bałuki), v aleji Polské armády (Leninovo náměstí, současné náměstí Szarych Szeregów – náměstí Vítězství) a na náměstí Dohody. Pravidelný provoz byl zahájen na nových úsecích tratí v aleji Varšavských hrdinů a v ulice Boleslava Křivoústého. Roku 1976 byl název společnosti Miejskie Przedsiębiorstwo Komunikacyjne změněn na Wojewódzkie Przedsiębiorstwo Komunikacji Miejskiej (český Vojvodský podnik městské hromadné dopravy).
Vedení linek v roce 1988:
- 1 Głębokie – Stocznia Szczecińska
- 2 Dworzec Niebuszewo – Basen Górniczy
- 3 Las Arkoński – Pomorzany
- 4 Pomorzany – Potulicka
- 5 Krzekowo – Ludowa
- 6 Gocław – Pomorzany
- 7 Krzekowo – Basen Górniczy
- 8 Gumieńce – Basen Górniczy
- 9 Głębokie – Potulicka
- 10 Gocław – Potulicka
- 11 Ludowa – Pomorzany
- 12 Dworzec Niebuszewo – Pomorzany

### Období 1989–2009

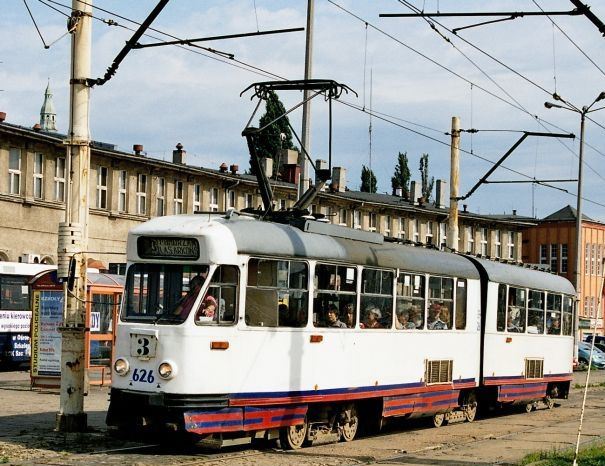
Tramvaj Konstal 102Na stanicuje v zastávce Hlavní nádraží, cca rok 2004

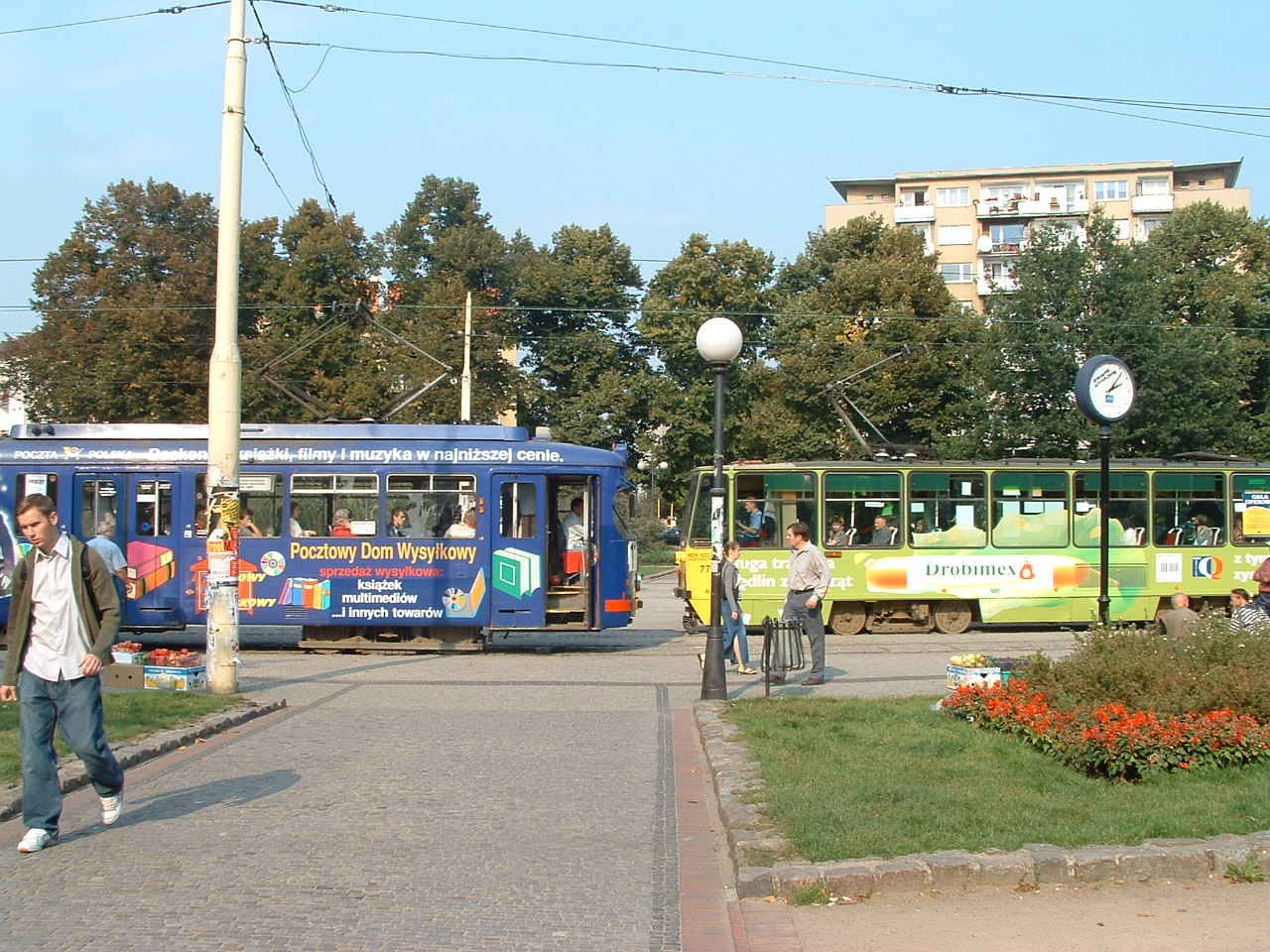
Tramvaje GT6 a 105Na na Grunwaldském náměstí v roce 2005

Dne 30. dubna 1991 převzal tramvajový provoz Miejski Zakład Komunikacyjny (český Městský dopravní podnik). V roce 1996 byl ukončen provoz starých dvounápravových tramvají Konstal 4N a vozový park byl doplněn šestinápravovými tramvajemi Düwag GT6 z Düsseldorfu. V roce 2001 byl uveden do provozu první vůz Konstal 105Ng/S. Od roku 2001 jsou také v provozu tramvaje Konstal 105N2k/S/2000. První vlečný vůz Konstal 105N2k/D/2000 byl do pravidelného provozu zařazen v roce 2007. Ve stejném roce byly vyřazeny z provozu všechny zbylé dvoučlánkové tramvaje Konstal 102Na. V letech 2006–2008 zakoupil podnik celkem 53 vyřazených berlínských tramvají Tatra KT4Dt (21 kusů) a Tatra T6A2D (32 kusy). Roku 2008 byla zmodernizována první štětínská tramvaj 105Na na typ Moderus Alfa.
Vedení linek v roce 2008:
- 1 Głębokie – Potulicka
- 2 Dworzec Niebuszewo – Basen Górniczy
- 3 Las Arkoński – Pomorzany
- 4 Pomorzany – Potulicka
- 5 Krzekowo – Stocznia Szczecińska
- 6 Gocław – Pomorzany
- 7 Krzekowo – Basen Górniczy
- 8 Gumieńce – Basen Górniczy
- 9 Głębokie – Potulicka
- 11 Ludowa – Pomorzany
- 12 Dworzec Niebuszewo – Pomorzany

### Po roce 2009
Roku 2009 byl název společnosti Miejski Zakład Komunikacyjny změněn na Tramwaje Szczecińskie (česky Štětínské tramvaje). V roce 2010 byla do Štětína dodána první z 6 objednaných nízkopodlažních tramvají Pesa 120NaS, jejichž dodávky probíhaly do roku 2011. V letech 2010–2014 se objevily také české tramvaje typu Tatra KT4Dt, které byly pořízeny jako ojeté z Berlína. V letech 2013-2014 se vozový park rozšířil o další 22 vozy typu Pesa 120NaS2. V roce 2014 se v provozu poprvé objevila částečně nízkopodlažní novostavba vozu Moderus Beta MF15AC. Dne 29. srpna 2015 byla po dlouhé době opět otevřena nová trať Basen Górniczy – Turkusowa. Většina vozů 105N a 105Na byla z běžného provozu odstavena, po roce 2017 zůstala provozní jediná dvojice modernizovaných tramvají 105Na.

## Linkové vedení
|  | Trasa |
|  | --- |
|  | Osiedle Zawadzkiego ↔ Potulicka Szafera – Wojska Polskiego – Piłsudskiego – Matejki – Plac Żołnierza Polskiego – Niepodległości – 3 Maja – Narutowicza – Potulicka                                                                    |
|  | Dworzec Niebuszewo ↔ Turkusowa Orzeszkowej – Asnyka – Kołłątaja – Wyzwolenia – Niepodległości – Wyszyńskiego – Energetyków – Gdańska – Eskadrowa – Hangarowa – Jaśminowa                                                              |
|  | Osiedle Zawadzkiego ↔ Pomorzany Szafera – Arkońska – Niemierzyńska – Krasińskiego – Wyzwolenia – Niepodległości – Dworcowa – Nowa – Kolumba – Chmielewskiego – Smolańska                                                              |
|  | Osiedle Zawadzkiego ↔ Stocznia Szczecińska Szafera – Sosabowskiego – Żołnierska – Mickiewicza – Bohaterów Warszawy – Jagiellońska – Piastów – Piłsudskiego – Matejki – Malczewskiego – Parkowa – Dubois – Firlika                     |
|  | Gocław ↔ Pomorzany Lipowa – Światowida – Strzałowska – Wiszesława – Dębogórska – Ludowa – Druckiego-Lubeckiego – Stalmacha – Nocznickiego – Firlika – Łady – Jana z Kolna – Nabrzeże Wieleckie – Kolumba – Chmielewskiego – Smolańska |
|  | Osiedle Zawadzkiego ↔ Turkusowa Szafera – Sosabowskiego – Żołnierska – Mickiewicza – Bohaterów Warszawy – Krzywoustego – Plac Zwycięstwa – Wyszyńskiego – Energetyków – Gdańska – Eskadrowa – Hangarowa – Jaśminowa                   |
|  | Gumieńce ↔ Turkusowa Kwiatowa – Ku Słońcu – Sikorskiego – Krzywoustego – Plac Zwycięstwa – Wyszyńskiego – Energetyków – Gdańska – Eskadrowa – Hangarowa – Jaśminowa                                                                   |
|  | Głębokie ↔ Potulicka Wojska Polskiego – Wawrzyniaka – Bohaterów Warszawy – Krzywoustego – Plac Zwycięstwa – Niepodległości – 3 Maja – Narutowicza – Potulicka                                                                         |
|  | (Głębokie ↔) Las Arkoński ↔ Plac Rodła ↔ Gumieńce (Wojska Polskiego – Arkońska –) Niemierzyńska – Krasińskiego – Wyzwolenia – Niepodległości – Plac Zwycięstwa – Krzywoustego – Sikorskiego – Ku Słońcu – Kwiatowa                    |
|  | Ludowa ↔ Pomorzany Ludowa – Druckiego-Lubeckiego – Stalmacha – Nocznickiego – Firlika – Dubois – Parkowa – Malczewskiego – Matejki – Piłsudskiego – Piastów – Powstańców Wielkopolskich – Budziszyńska                                |
|  | Dworzec Niebuszewo ↔ Pomorzany Orzeszkowej – Asnyka – Kołłątaja – Wyzwolenia – Piłsudskiego – Piastów – Powstańców Wielkopolskich – Budziszyńska                                                                                      |

## Infrastruktura

### Vozovny
Během historie existovalo ve Štětíně celkem 8 vozoven; některé z nich byly zbořeny, jiné zase změnily svůj účel.
Od roku 1994 fungují tři vozovny, z nichž byla vozovna Niemierzyn v roce 2010 změněna na muzeum.

#### Dnes vypravující vozovny
- Vozovna Golęcin
- Vozovna Pogodno

#### Bývalé a zaniklé vozovny
- Vozovna Niemierzyn (muzeum)
- Vozovna v ulici Krzysztofa Kolumba (částečně zachována)
- Vozovna v ulici Piotra Skargi (částečně zachována)
- Vozovna v ulici Dębogórské (vozovna koňky, nezachována)
- Vozovna v ulici Dubois (vozovna koňky, nezachována)

## Vozový park
V osobním provozu byly v září 2024 následující typy tramvají:
| Snímek | Typ                      | Provoz od | Počet |
| ------ | ------------------------ | --------- | ----- |
|        | Konstal 105Ng/2015       | 2000      | 12    |
|        | Konstal 105N2k/S/2000    | 2001      | 14    |
|        | Protram 105N2k/D/2000    | 2007      | 6     |
|        | Tatra KT4DtM             | 2006      | 73    |
|        | Tatra T6A2D              | 2008      | 48    |
|        | Moderus Alfa 105N HF09   | 2008      | 2     |
|        | Moderus Alfa 105N HF10AC | 2011      | 12    |
|        | Pesa 120NaS              | 2011      | 6     |
|        | Pesa 120NaS2             | 2013      | 22    |
|        | Moderus Beta MF 15 AC    | 2014      | 2     |
|        | Moderus Beta MF 25 AC    | 2018      | 2     |
|        | Moderus Beta MF 29 AC BD | 2020      | 6     |